# Digiset
Die Digiset ist eine digitalelektronische Fotosetzanlage der Firma Hell zur Herstellung von Schriftsatz. Gebaut wurde sie ab 1965 und war damit die erste Anlage, die Zeichen elektronisch erzeugte. Im digitalen Verfahren werden keine Negativschablonen der Schriftzeichen durchleuchtet, sondern eine Kathodenstrahlröhre erzeugt das Zeichen und belichtet es auf das Fotomaterial. Die Digiset ist ein Verbundsystem, das mit mehreren Eingabeterminals und Speicherlaufwerken erweitert werden kann. Es können mehr als eine Million Zeichen in der Stunde belichtet werden, was die vorherigen Maschinen mit optomechanischem Prinzip in der Satzleistung deutlich übertrifft. 

## Funktionsprinzip
Das Gerät besteht aus vier Elementen: der Eingabeeinheit, dem Zentralsteuerungsteil, der Aufzeichnungseinheit und der Fotoeinheit.
Über die Eingabeeinheit werden nicht nur Texte eingelesen, sondern auch die benötigten Schriften werden digitalisiert. Dazu gibt es spezielle Schriftkarten, auf denen das jeweilige Zeichen hinterlegt von einem Linienraster abgebildet wird. Ein spezieller Klischograph (ein dazugehöriges optisches Abtastgerät) liest die Karte ein und tastet die Schwarz- und Weißwerte des Zeichens ab. Es speichert die Werte und erzeugt einen Lochstreifen, der von der Digiset eingelesen wird. 
Im Zentralsteuerungsteil werden die Daten von einem Decoder entgegengenommen, der Schriftdaten, Text und Steuerbefehle getrennt voneinander speichert und verwaltet. Von hier aus werden die Schriftzeichen mit der richtigen Größe und den entsprechenden Steuerbefehlen zur Aufzeichnungseinheit geschickt.
In der Aufzeichnungseinheit wird die Kathodenstrahlröhre mit den obigen Daten angesteuert. Die Röhre zeichnet in vertikalen Linien die Zeichen auf das Fotomaterial. Dabei werden die Schwarz/Weiß-Werte der digitalisierten Schriftkarte verwendet.
Die Fotoeinheit besteht aus der Optik, der Kamera mit Filmkassette und der Entwicklungsanlage. Es kann eine Fläche von 130 × 30 mm mit mehreren Zeilen belichtet werden, ohne dass das Fotomaterial bewegt werden muss. Für Fotopapier ist eine Zweibadentwicklungsanlage integriert. Das Satzmaterial wird fertig für weitere Verarbeitung ausgegeben. Filme werden nach der Belichtung in einer zweiten Kassette aufgenommen und separat entwickelt.

## Entwicklung
Spätere Modelle der Digiset waren in der Lage, auch Filme direkt in der Maschine zu entwickeln. Der interne Speicher wuchs an und konnte mehr Schriften aufnehmen. Das Modell 50 T 22 konnte die Fläche einer DIN-A4-Seite ohne Bewegung des Materials belichten. Die Digiset LS 210 nutzt einen Helium-Neon Laser zur Zeichenerzeugung. Das Zeichen wird in Rasterpunkte zerlegt, ein RIP berechnet die Darstellung.